# Lycée Louis-le-Grand

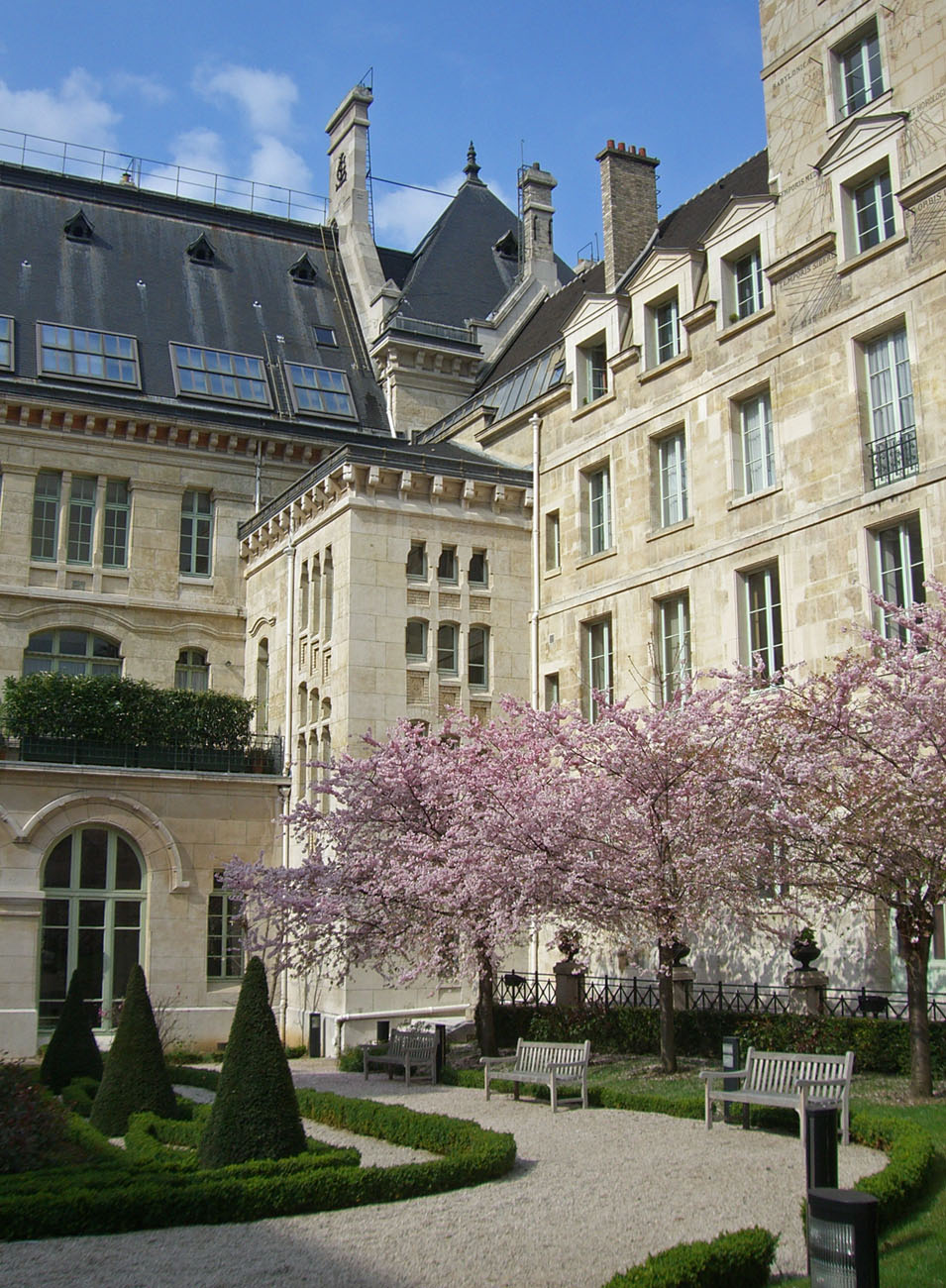
Cortile interno

Il Lycée Louis-le-Grand (Liceo Luigi il Grande), noto anche con la sigla LLG, è una scuola secondaria pubblica di Parigi.
La scuola offre sia corsi di scuola superiore, sia corsi preparatori di livello universitario, finalizzati all'istruzione degli studenti intenzionati ad accedere in una delle Grandes Écoles. Gli studenti del Louis-le-Grand sono chiamati "magnoludoviciens".
Il Louis-le-Grand si trova nel cuore del Quartiere latino, tradizionalmente l'area universitaria parigina, di fronte alla Sorbona e di fianco al Collège de France.

## Storia

### Il collegio dei gesuiti
Nel 1550 il vescovo di Clermont Guillaume du Prat, invitò i gesuiti ad aprire un collegio nel suo hôtel parigino. Il vescovo sosteneva anche finanziariamente l'istituzione attraverso la donazione di seimila lire per il mantenimento agli studi di sei scolari poveri.
Questo hôtel sarà la cellula iniziale del collegio gesuitico. Tollerato dalla Sorbona, ma senza concedere un'autorizzazione formale, l'istituto ricevette delle lettere patenti dal re ed aprì le porte il 1º ottobre 1563. Il successò superò rapidamente le speranze, gli allievi arrivarono in numero considerevole e si dovette ingrandire il collegio, acquistando e annettendo le case confinanti della rue Saint-Jacques.
Tuttavia il Collegium Societatis Iesu, che gli allievi chiamavano Collège de Clermont, s'imbatté sin dalla sua fondazione in numerosi ostacoli.
In effetti, il nuovo collegio, benché seguisse un orientamento pedagogico moderno ed improntato all'Umanesimo, decise di fornire agli studenti esterni un insegnamento gratuito. La reazione fu immediata: i gesuiti furono accusati di spopolare i collegi dell'Università di Parigi. Nel 1564 il rettore dell'Università proibì ai religiosi di riaprire il collegio: ne nacque un processo del quale s'interessò tutto il regno. In attesa di una sentenza che arrivava mai, i gesuiti ricevettero l'autorizzazione provvisoria di insegnare: la situazione provvisoria durò trent'anni e permise al Collège de Clermont di diffondere la propria luce.
Nel 1594 il re Enrico IV subì un tentato assassinio con una coltellata da Jean Châtel e si scoprì che l'autore del gesto era stato allievo del collège de Clermont. Malgrado le proteste dello stesso Jean Châtel, i membri del Parlamento di Parigi decisero che i gesuiti erano responsabili del delitto. La Compagnia di Gesù fu proibita per la prima volta, i suoi membri banditi dal regno, il collegio confiscato, i beni mobili e immobili messi all'asta.
Nel 1603, tuttavia, Enrico IV accordò nuovamente ai gesuiti il permesso di stabilirsi in Francia. Nel 1606 i padri ripresero possesso del loro collegio in rue Saint-Jacques, ma a condizione di non insegnarvi. Successivamente ottennero l'autorizzazione a tenere un corso di teologia alla settimana. Alla fine le lettere patenti del 20 agosto 1610 conferironoro al Collège de Clermont il diritto di insegnare tutte le materie.
Sempre avversa alla Compagnia di Gesù, l'Università di Parigi ingaggiò una vigorosa battaglia legale davanti al Parlamento di Parigi, il quale con una sentenza del 22 dicembre 1611 proibì nuovamente ai gesuiti di insegnare a Parigi: bisognerà attendere il 15 febbraio 1618 perché sia finalmente autorizzata la riapertura del collegio, in conformità delle lettere patenti del 1610.
Da allora, beneficiando della protezione ufficiosa del re, il Collège de Clermont fra il 1618 e il 1682 riscosse sempre più successo.
Nel 1682 il re Luigi XIV concesse al collegio il suo patronato ufficiale e l'istituto prese il nome di Collegium Ludovici Magni, Collège de Louis le Grand. La scuola, benché non avesse ancora il riconoscimento della Sorbona, offriva un insegnamento molto apprezzato a più di 3.000 allievi. Il sistema educativo dell'epoca era ispirato alla Ratio Studiorum dei gesuiti, con la divisione in sei classi.
Nel 1669 Colbert aveva fondato l'École des Jeunes de langues  per preparare alcuni interpreti in turco, arabo e persiano. Questa scuola fu annessa al Collège de Clermont nel 1700, poi, nel 1873, fu incorporata nell'École spéciale des Langues orientales, fondata nel 1795 e oggi ribattezzata Institut national des langues et civilisations orientales.

### La gestione dell'Università di Parigi

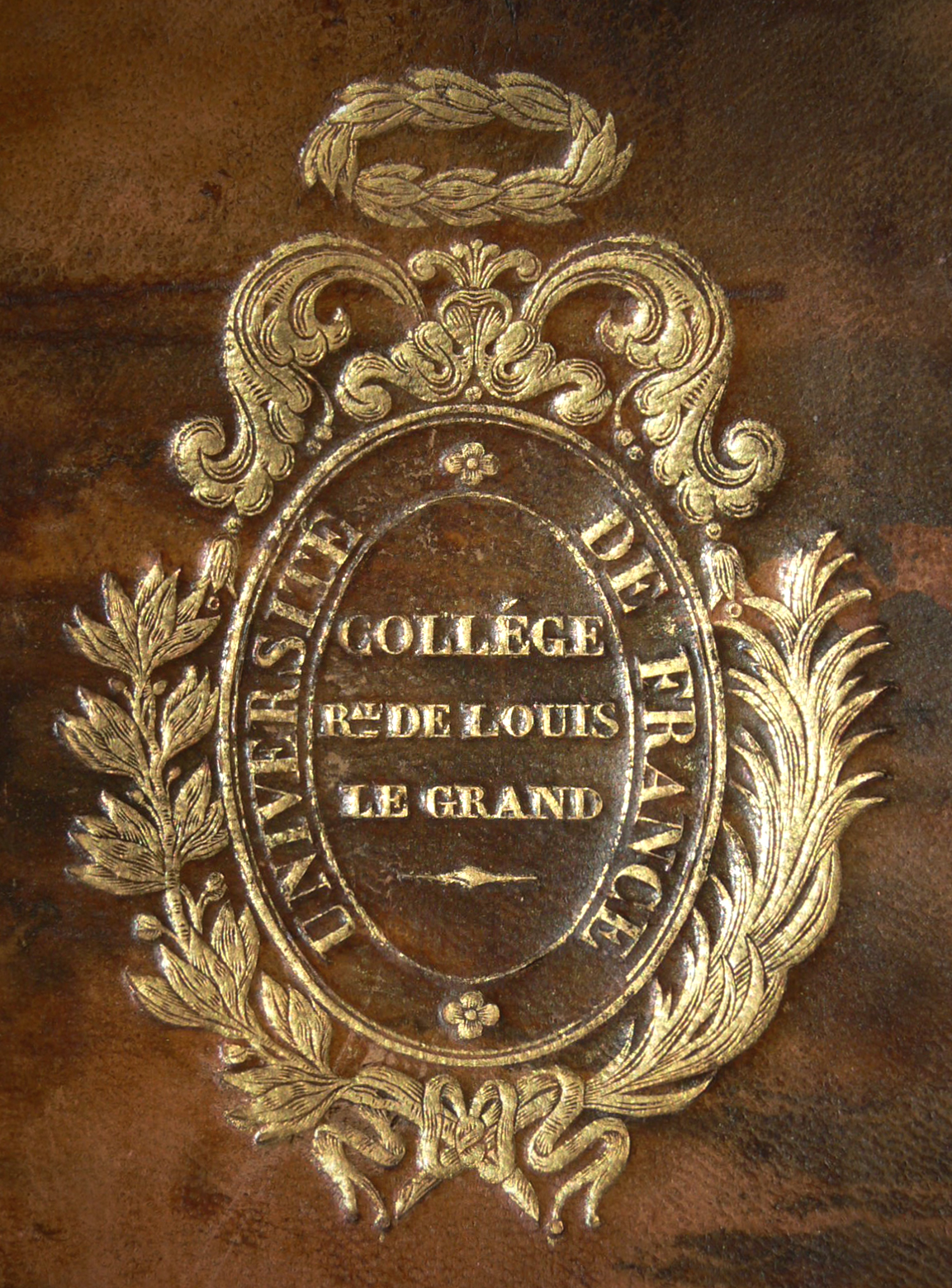
Stemma del collège royal Louis-le-Grand sulla rilegatura di un libro

Il 1762 vide la vittoria del Parlement de Paris e dell'Università sui Gesuiti. In seguito alla bancarotta del padre Antoine Lavalette, la Compagnia di Gesù, che fu condannata a pagare i debiti del padre, commise l'imprudenza di portare la questione davanti alla grande chambre del Parlamento di Parigi. Il 3 maggio 1762 il Collège de Louis-le-Grand ricevette l'ordine ufficiale di congedare senza indugio professori e allievi. I Gesuiti furono espulsi dall'istituto e i loro nemici presero possesso dell'edificio del collegio. Il 21 novembre 1763 il Louis-le-Grand fu dichiarato chef-lieu de l'université de Paris ("sede centrale dell'Università di Parigi").
Il re Luigi XV divenne il secondo fondatore del collegio: l'istituto ottenne il privilegio di usare lo stemma reale sul sigillo.
Benché dividesse con l'Università i vasti locali della rue Saint-Jacques, il nuovo preside decise d'intraprendere una vera rivoluzione pedagogica che rinfocolò il conflitto con l'Università: nel 1766 istituì il concorso di abilitazione all'insegnamento superiore; poi andò oltre e nei locali del collegio reale organizzò un'École normale per preparare al concorso (e fu qui prima di trasferirisi in rue d’Ulm che l'École normale supérieure funzionò per ottant'anni).
Colpita da questo nuovo attentato contro i suoi privilegi secolari, l'Università scatenò una guerra di dodici anni prima di arrendersi nel 1778. Durante questo periodo il collegio vinse tutte le campagne organizzate contro di lui davanti all'opinione pubblica: il numero dei borsisti passò da 465 nel 1781 a 494 nel 1788 e 550 nel 1789. A quest'epoca gli studenti restavano nel collegio per tutta la durata dei loro studi: dopo il baccalauréat, potevano scegliere fra la preparazione del concorso di abilitazione, gli studi di medicina, quelli di giurisprudenza e quelli di teologia.

### Il liceo a partire dal 1790
Dal 1792 al 1794 una parte dei locali del collegio, ribattezzato Collège Égalité, fu utilizzata come caserma, poi come carcere politico dove le vittime del Terrore attendevano di essere condotti al patibolo. All'inizio della rivoluzione francese gli altri collegi parigini erano stati chiusi ad eccezione del Collège Égalité. Nel 1797 il liceo divenne l'istituto centrale dei borsisti con il nome di Prytanée français e quel che restava dei quaranta collegi parigini vi fu annesso.
Nel 1800 il Prytanée fu diviso in più collegi e quello della capitale divenne il Collège de Paris. 
Nel 1802 l'istituto prese il nome di lycée de Paris, prima scuola francese a prendere il nome di "liceo". 
Nel 1805 il nome cambiò ancora e divenne Lycée impérial.
Il nome dell'istituto registrò l'evoluzione della storia francese: lycée Louis-le-Grand durante la "Prima restaurazione", collège royal de Louis le Grand con la Seconda restaurazione. La preposizione de fu soppressa nel 1831. Nel 1848 prese il nome di lycée Descartes; tuttavia l'anno successivo riprese il nome di lycée Louis-le-Grand. Sotto il Secondo Impero diventerà lycée impérial Louis-le-Grand. Dal 1870 al 1873 tornò ad essere il lycée Descartes: l'istituto della rue Saint-Jacques ritornò definitivamente lycée Louis-le-Grand nel marzo 1873.